# Malawimonas
Malawimonas је род хетеротрофних протиста, који је првобитно изолован са узорка седимента обале језера Малави. Морфолошки је сличан роду Carpediemonas, али представља засебну филогенетску линију међу екскаватним протистима.